# 関田昇介
関田 昇介（せきた しょうすけ）は、日本の歌手、作曲家。フォークグループ 伝書鳩の参加を経て、現在はソロとして活動している。

## 作品

### 楽曲
- はいからさんが通る
  - 作曲・歌：テレビアニメ「はいからさんが通る」オープニングテーマ
- ごきげんいかが?紅緒です
  - 作曲・歌：テレビアニメ「はいからさんが通る」エンディングテーマ

### 提供楽曲
- 日吉ミミ「君を愛して」（作曲）

- 秀二 「結婚しよう…僕と」（作曲） 「上野精養軒」CMソング